# Argulus pugettensis
Argulus pugettensis är en kräftdjursart som beskrevs av James Dwight Dana 1853. Argulus pugettensis ingår i släktet Argulus och familjen karplöss. Inga underarter finns listade i Catalogue of Life.